# Móricgát
Móricgát – wieś i gmina w środkowej części Węgier, w pobliżu miasta Kiskunfélegyháza.
Miejscowość leży na obszarze Wielkiej Niziny Węgierskiej, w komitacie Bács-Kiskun, w powiecie Kiskunfélegyháza. Gmina Móricgát liczy 490 mieszkańców (2009) i zajmuje obszar 32,89 km².